# Margarita Isabel de Mecklemburgo
Margarita Isabel de Mecklemburgo-Gadebush (Schönberg, Alemania, 11 de julio de 1584-Güstrow le 16 de noviembre de 1616) fue una noble alemana, duquesa consorte de Mecklemburgo-Güstrow.
Era la hija del duque Cristóbal de Mecklemburgo-Gadebush (1537-1592) y de la princesa Isabel de Suecia (1549-1597). El 9 de octubre de 1608 se casó en Estocolmo con Juan Alberto II de Mecklemburgo-Güstrow (1590-1636), hijo del duque Juan VII de Mecklemburgo-Schwerin (1558-1592) y de Sofía de Schleswig-Holstein-Gottorp (1569-1634). De este matrimonio nacieron:
- Juan de Mecklemburgo-Güstrow (1611-1612)

- Isabel Sofía de Mecklemburgo-Güstrow (1613-1676) que se casó en 1635 con Augusto II de Brunswick-Wolfenbüttel

- Cristina de Mecklemburgo-Güstrow (1615-1666), en 1640, se casó con Francisco de Sajonia (m. en 1642), viuda, se casó en 1650 con Cristián Luis I de Mecklemburgo-Schwerin (m. en 1692), divorciados en 1663.

- Carlos Enrique (1616-1618)